# Мурахівський заказник
Мурахівський — ландшафтний заказник місцевого значення в Україні. Розташований на території Березнегуватського району Миколаївської області, у межах Мурахівської сільської ради.
Площа — 150 га. Статус надано згідно з рішенням Миколаївської обласної ради від № 20 від 18.03.1994 року задля охорони флористичних комплексів неогенових кристалічних відслонень.
Заказник розташований на північний схід від села Мурахівка.